# Lison-Pramaggiore Verduzzo
Il Lison-Pramaggiore Verduzzo è uno dei vini cui è riservata la DOC Lison-Pramaggiore.

## Caratteristiche organolettiche
- colore: paglierino talvolta dorato.
- odore: caratteristico.
- sapore: asciutto, talvolta morbido, sapido, lievemente tannico.

## Produzione
Provincia, stagione, volume in ettolitri
- Pordenone  (1990/91)  548,69
- Pordenone  (1991/92)  519,28
- Pordenone  (1992/93)  1001,23
- Pordenone  (1993/94)  1039,68
- Pordenone  (1994/95)  896,6
- Pordenone  (1995/96)  580,51
- Pordenone  (1996/97)  831,86
- Treviso  (1990/91)  173,39
- Treviso  (1991/92)  145,39
- Treviso  (1992/93)  140,14
- Treviso  (1993/94)  344,68
- Treviso  (1994/95)  517,41
- Treviso  (1995/96)  181,02
- Treviso  (1996/97)  287,49
- Venezia  (1990/91)  233,24
- Venezia  (1991/92)  1097,99
- Venezia  (1992/93)  1338,89
- Venezia  (1993/94)  1872,73
- Venezia  (1994/95)  2066,09
- Venezia  (1995/96)  1475,43
- Venezia  (1996/97)  2215,29